# (22405) Gavioliremo
(22405) Gavioliremo est un astéroïde de la ceinture principale.

## Description
(22405) Gavioliremo est un astéroïde de la ceinture principale. Il fut découvert le 19 juillet 1995 à Cavezzo par l'Observatoire Cavezzo. Il présente une orbite caractérisée par un demi-grand axe de 2,29 UA, une excentricité de 0,18 et une inclinaison de 4,8° par rapport à l'écliptique.

## Compléments